# Erlassjahr.de – Entwicklung braucht Entschuldung

Demonstration beim Ökumenischen Kirchentag in Berlin 2005

erlassjahr.de – Entwicklung braucht Entschuldung ist ein Bündnis, das sich für die Entschuldung von Schuldenländern einsetzt. Sein Sitz ist in Düsseldorf.

## Geschichte
Seit den 1990er Jahren engagieren sich immer mehr entwicklungspolitische Initiativen und Nichtregierungsorganisationen für einen weitgehenden Schuldenerlass für hochverschuldete Entwicklungsländer. Im Jahr 1997 bildeten vor allem kirchliche Initiativen eine Koalition, die den biblisch gebotenen Schuldenerlass (siehe Erlassjahr) mit der Kampagne „Erlaßjahr 2000“ (englisch  „Jubilee 2000“), bei der sich Ann Pettifor stark engagierte, zum Beginn des neuen Jahrtausends auf die Situation der ärmsten Länder der Welt übertragen wollte. Unterstützer waren Papst Johannes Paul II. und der Ökumenische Rat der Kirchen. Das Bündnis forderte auch eine grundlegende Reform internationaler Insolvenzverfahren zwischen Schuldnerländern und ihren Gläubigern in Anlehnung an die Londoner Schuldenkonferenz von 1953.
Beim 25. G8-Gipfel im Jahr 1999 in Köln demonstrierten über 40.000 Bürger aus Europa mit einer Menschenkette für diese Forderungen; Prominente wie Bono, Bob Geldof, Thom Yorke und andere übergaben dem Gipfelgastgeber, dem damaligen deutschen Bundeskanzler Gerhard Schröder, knapp 20 Millionen Unterschriften dafür. Daraufhin beschlossen die G8 die sogenannte HIPC-Initiative für hochverschuldete Länder, aber keine Reform des Insolvenzrechts.
Daraufhin beschlossen über 2000 Mitträgerorganisationen die Fortsetzung der Kampagne unter dem neuen Titel „erlassjahr.de – Entwicklung braucht Entschuldung“. Sie fordern, sogenannte illegitime Schulden (Odious debts) zu streichen, ein faires, transparentes Schiedsverfahren einzuführen und damit das bislang durch die Gläubiger bestimmte Verfahren zu ersetzen. Zudem wollen sie die Umsetzung internationaler Entschuldungsinitiativen (im Wesentlichen die HIPC und MDRI-Initiativen) überwachen und kritisch begleiten.
Dieser Kampagne schlossen sich anfangs 600 deutschsprachige Organisationen an, darunter Landeskirchen, Diözesen, Eine-Welt-Gruppen, Kirchengemeinden, Weltläden und Organisationen aus der Entwicklungszusammenarbeit wie Kindernothilfe, Germanwatch und World Vision Deutschland. Zeitweise stieg die Zahl der Mitträger der Kampagne auf mehr als 1000. Im Jahre 2021 waren es noch rund 600 Organisationen, die Mitglied des Bündnisses waren. Erlassjahr.de ist Teil eines weltweiten Netzwerks von über 50 ähnlichen Kampagnen und Bündnissen.
Erlassjahr.de hat mit zahlreichen öffentlichkeitswirksamen Aktionen, unter anderem mit einer „Kochtopf-Demo“ beim Ökumenischen Kirchentag 2003 in Berlin, mit „Fairnessringen“ (bis 2004) und mit einer Ballonaktion zum G8-Gipfel in Heiligendamm (2007), auf die Situation überschuldeter Länder und die unzureichenden Lösungsansätze durch den Pariser Club sowie die Weltbank und den Internationalen Währungsfonds aufmerksam gemacht und eigene Lösungen vorgeschlagen.